# Протести в Алжир (2019)
Протестите в Алжир от 2019 година, наричани също Революция на усмивките, започват в град Херата на 16 февруари 2019 г.
Насочени са първоначално против допускането на 5-и пореден президентски мандат на 82-годишния настоящ президент Абделазиз Бутефлика, обявил кандидатурата си на 10 февруари. След прекаран инфаркт (2013) в края на 3-тия му мандат той се придвижва в инвалидна количка и рядко се появява на публични места. Покрай възникващите всяка седмица нови стачки, подсилващи протестните настроения, исканията се разширяват в посока към демократизация.

## Хронология

### Начало на протестите
На 16 февруари стотици хора излизат на улиците на град Херата (Kherrata), област Беджая с протест против 5-ия мандат на Бутефлика.
На 18 февруари в няколко северни области преминават протести против участието на Бутефлика в предстоящите президентски избори; полицията не прилага сила, както обикновено, още от протестите от 2011 г.
На 22 февруари в столицата и някои области отново протичат демонстрации против издигането на Бутефлика за нов мандат.
На 25 февруари полицията използва сълзотворен газ против протестиращите в столицата град Алжир.
На 28 февруари студенти от Университета на Алжир излизат на митинг против действащия президент Бутефлика.

### Кандидатура на Бутефлика
На 1 март близо 800 000 протестиращи излизат на улиците по цял Алжир с протест против продължаването на 20-годишното управление на президента. Стига се до стълкновения с полицията край сградата на правителството и официалната резиденциия на президента, където е използван сълзотворен газ и пострадват 10-на митингуващи.
На 3 март от името на президента Бутефлика (намирал се тогава в изкуствена кома в Женева) е регистрирана кандидатурата му за нов мандат и е публикувано обращение, с което обещава в срок до 1 година след избирането му да свика национална конференция за нови реформи, да организира референдум за нова конституция, да проведе предсрочни избори без негово участие. Същия ден избухват отново масови протести по страната. Срещу демонстранти в столицата са използвани водомети. Хиляди митингуващи се събират в Константин, Оран, Анаба, Мостаганем, Скикда и други градове.
На 5 март протестиращи се опитват да стигнат до правителствени учреждения в столицата, но полицията блокира всички подходи, като използва сълзотворен газ против манифестантите: пострадват десетки хора.
На 8 март масовите протести в столицата Алжир са против президента Бутефлика, но също и против неговото правителство и неговата партия Фронт за национално освобождение (ФНО). Централни площади и улици са пълни с хора. В хода на масовите акции са задържани 195 души, против демонстрантите са използвани водомети и сълзотворен газ, 112 полицаи са ранени.
Заместник-министърът на отбраната и началник на щаба на Националната народна армия армейски генерал Ахмед Гаид Салах, говорейки в Руиба край столицата, се обявява в подкрепа на протестиращите на 10 март. По думите му народът и армията на страната споделят общо виждане по бъдещето на републиката.

### Предложения на Бутефлика
На 11 март завърналият се президент Бутефлика обявява, че няма да участва в президентските избори, те ще бъдат проведени след разработване на проект за нова конституция на Алжир, а датата им ще определена от комисия начело с известния политик Лахдар Брахими (р. 1934). Разпуска правителството и назначава ново начело с дотогавашния вътрешен министър Нуредин Бедуи. Стотици хиляди хора излизат на улиците да отпразнуват решението на Бутефлики да се откаже от участие в президентските избори.
На 12 март десетки хиляди хора излизат на улиците на гр. Алжир и Беджая, протестирайки против предложенията на президента. Участниците в акциите са недоволни от отсъстствието на ясни времеви рамки на преходния период и на срок за нови президентски избори. Демонстранти скандират лозунги против новоназначения премиер на страната Нуредин Бедуи.
На 12 март на многохиляден митинг в столицата студенти и преподаватели (подкрепени от опозиционни активисти, профсъюзни дейци, юристи) искат от Бутефлика незабавно да подаде оставка. Подобни митинги се състоят в Беджая, Бордж Бу Ареридж, Буира, Тизи Узу.
На 15 март на многохилядни манифестации в столицата протестират против отлагането на президентските избори, полицията използва водомети и сълзотворен газ против манифестантите. Маршове и други масови протести се състоят също в Анаба, Беджая, Блида, Бордж Бу Ареридж, Буира, Бумердес, Гардая, Гелма, Константин, Мостаганем, М'сила, Наама, Оран, Сетиф, Сиди Бел Абес, Уаргла, Тиарет, Тизи Узу, Типаза, Тлемсен, Шлеф. В хода на стълкновенията са задържани поне 75 души, 11 полицаи са ранени.